# Han (apellido)
Han (simplificado: 韩; tradicional: 韓; pinyin: Hán; hangul: 한), es un apellido chino común. La ortografía «Han» se basa en el sistema pinyin de China y se usa en China continental. La ortografía puede variar de «Hon» en las áreas de habla cantonesa a «Hang» en Hainan.
Los apellidos chinos menos comunes romanizados como Han incluyen: 寒 (Hán) y 汉/漢 (Hàn). Han (韩) ocupa actualmente el puesto 25 en China con alrededor de 8 millones de personas usando ese apellido.

## Orígenes chinos de «韩»

### Del apellido «姬»
«姬» (Jì) es un antiguo apellido chino. Es un apellido alternativo del Emperador amarillo (Gongsun Xuanyuan) y la familia gobernante Zhou. Un descendiente del rey Wu de Zhou, Wan, recibió tierras en Hanyuan. Los descendientes de Wan crearon el estado Han durante el período de los reinos combatientes. Cuando el estado fue conquistado por Qin en 230 aC, los miembros de la familia gobernante adoptaron Han «韩» como su apellido.

### De la transcripción de nombres no Han
Los grupos étnicos no Han tienden a adoptar apellidos chinos a través del proceso conocido como sinicización. Durante las reformas del Emperador Xiaowen de Wei del Norte, el apellido Xianbei «Dahan», 大汗 (dà hàn) en chino, se cambió a Han «韩» porque los dos nombres suenan parecidos después de «Da» o «大». Nombres del clan Manchu, Hacihuri (chino: 哈思 呼 哩; pinyin: Hāsīhūlī), Hangiya (chino: 韩佳; pinyin: Hánjiā), Hanja (chino: 罕扎; pinyin: Hánzhā), Hanyan (chino: 翰 颜; pinyin: Hányán), y Gilate (chino: 吉喇特; pinyin: Jílǎtè) fueron cambiados a Han «韩».

### Del nombre al apellido
El mítico Emperador Amarillo tuvo un hijo, Chang Yi (昌意), que tuvo un hijo con el nombre de pila Han Liu (韩). Los que decían ser descendientes de Han Liu adoptaron a Han como su apellido.

### Por designación imperial
Los salar se unieron voluntariamente a la dinastía Ming. Los líderes del clan Salar capitularon cada uno hacia la dinastía Ming alrededor de 1370. El jefe de los cuatro clanes superiores de esta época era Han Pao-yuan y Ming le otorgó el cargo de centurión. En ese momento, la gente de sus cuatro clanes tomaron a Han como su apellido. El otro jefe Han Shan-pa de los cuatro clanes del Salar obtuvo la misma oficina de Ming, y sus clanes fueron los que tomaron a Ma como su apellido.
Ma y Han son los dos nombres más usados entre el salar. Ma es un apellido Salar por la misma razón que es un apellido Hui común, Ma sustituye a Muhammad. Los cuatro clanes superiores del Salar asumieron el apellido Han y vivían al oeste de Xunhua. Uno de estos Salar de apellido Han fue Han Yimu, un oficial que sirvió bajo el mando del general Ma Bufang. Luchó en la Insurrección Islámica de Kuomintang en China (1950-1958), liderando a los Salar en una revuelta en 1952 y 1958. Han Youwen fue otro general salar, que trabajó para el Ejército Popular de Liberación.